# مامخگ
مامخگ (به لاتین: Mamkheg) یک منطقهٔ مسکونی در روسیه است که در آدیغیه واقع شده‌است.